# Евгений Никишин
Евгений Никишин е съветски футболист и треньор. Легендарен играч на ЦСКА Москва, Никишин играе за тима 17 години, в които „армейците“ играят под имената ОЛЛС, ОППВ и ЦДКА Москва. Заслужил майстор на спорта от 1938 година.

## Биография
Роден е през 1904 г. в Москва. Първите си стъпки във футбола прави в тима на ОЛЛС, дебютирайки за тима през 1921 г.
Техничен, бърз и подвижен ляв полузащитник, Никишин е считан за един от най-добрите московски футболисти по това време. Неговите меки и точни подавания го правят важна част от състава на ОЛЛС, ОППВ и ЦДКА. Единственото слабо място на Никишин е ударът – халфът не умее да завършва атаките на отбора си.
В продължение на 10 години (1925 – 1935) играе за сборния отбор на Москва, с който печели 3 титли на РСФСР и 3 на СССР по времето, когато държавните шампионати се провеждат между сборни градски отбори. Изиграва и 2 мача за националния отбор на СССР.
През 1927 г. участва в първия междунардоен мач на ОППВ, а 9 години по-късно, когато тимът вече се казва ЦДКА, Евгений е капитан на „армейците“ в първото издание на Съветската Висша лига. Никишин записва 36 мача в шампионата на съюза и 6 двубоя за Купата на СССР.
През 1938 година ЦДКА за първи път печели медали в съветския шампионат, финиширайки втори. Същата години Никишин е награден с приза Заслужил майстор на спорта, като става първият играч от клуба с такова постижение.
През 1943 г. Никишин става старши треньор на ЦДКА в подновения Шампионат на Москва, който се провежда по време на Втората световна война. След войната остава в щаба на тима като помощник-треньор на Борис Аркадиев.
От 1959 до смъртта си през 1965 г. Никишин е председател на Съвета на треньорите към Московската футболна федерация.